# Cobra escupidora

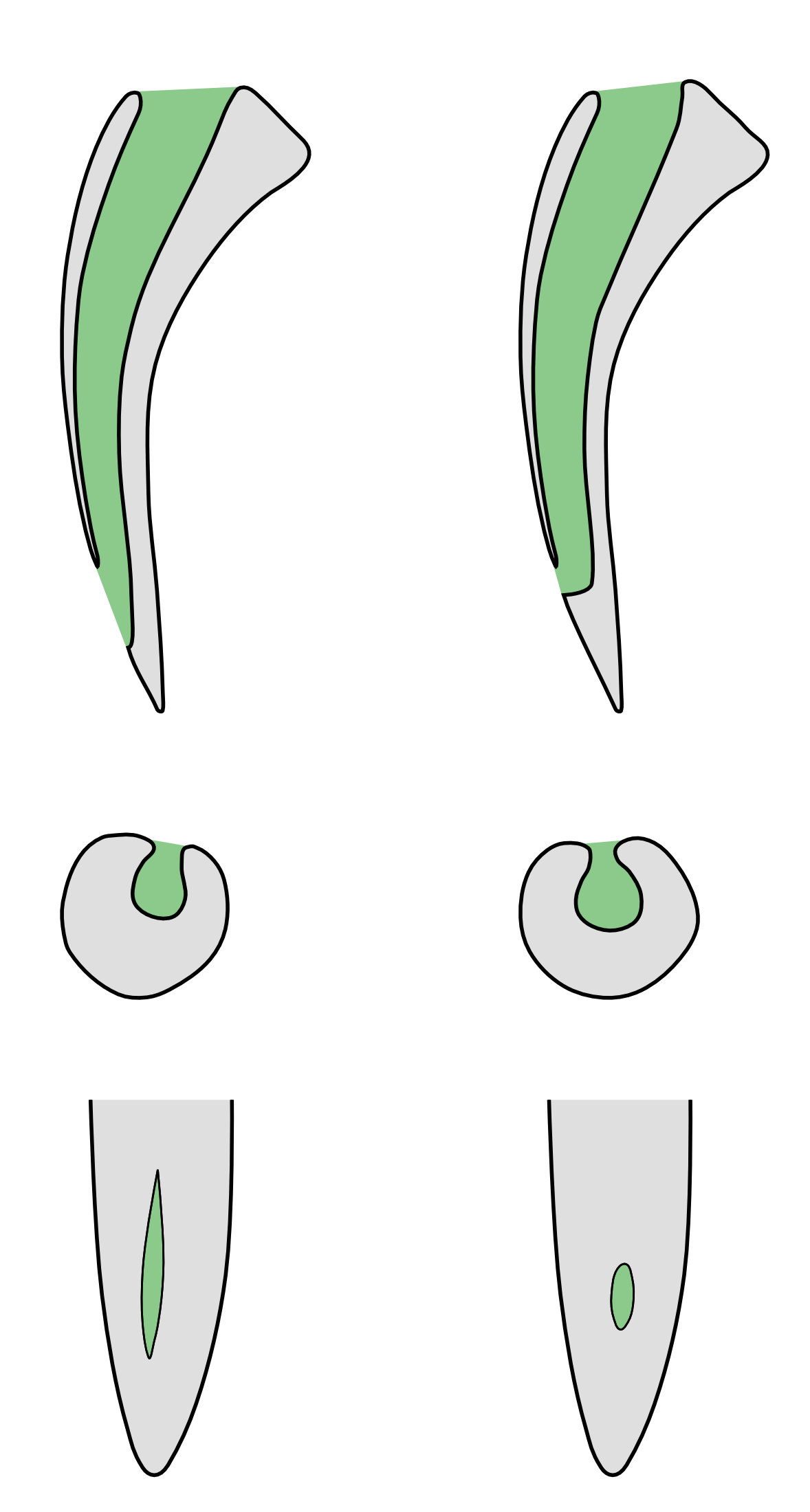
Schematic comparison between sections of spitting and non-spitting cobra fangs.
Spitting cobras on the right.
1: Section of the whole fang in the saggital plane.
2: Horizontal section through the fang at the discharge orifice.
3: Frontal view of the discharge orifices.

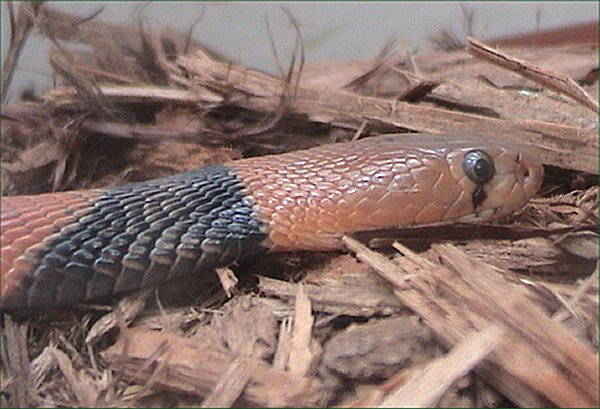
Juvenile red spitting cobra, Naja pallida

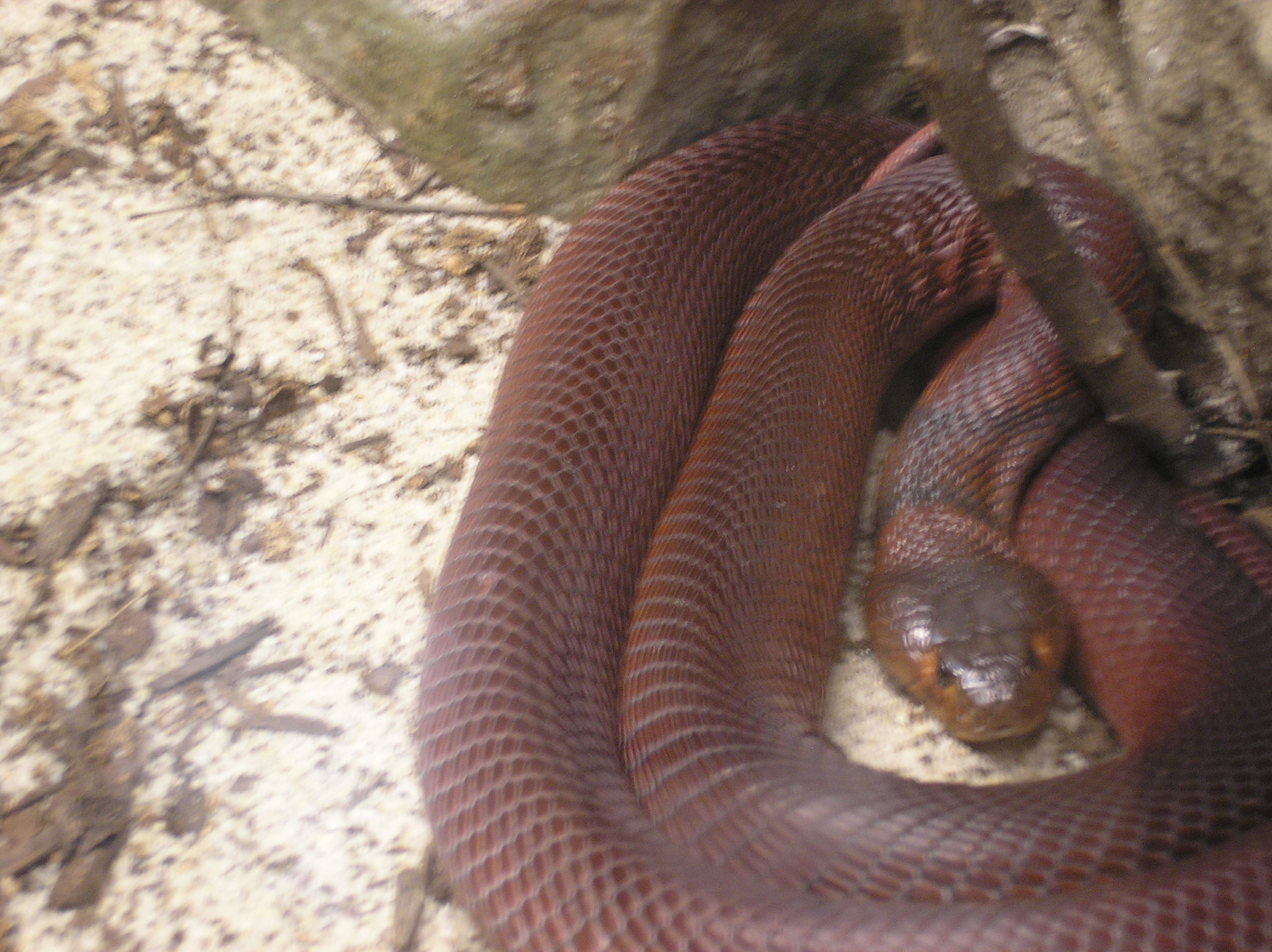
Red spitting cobra

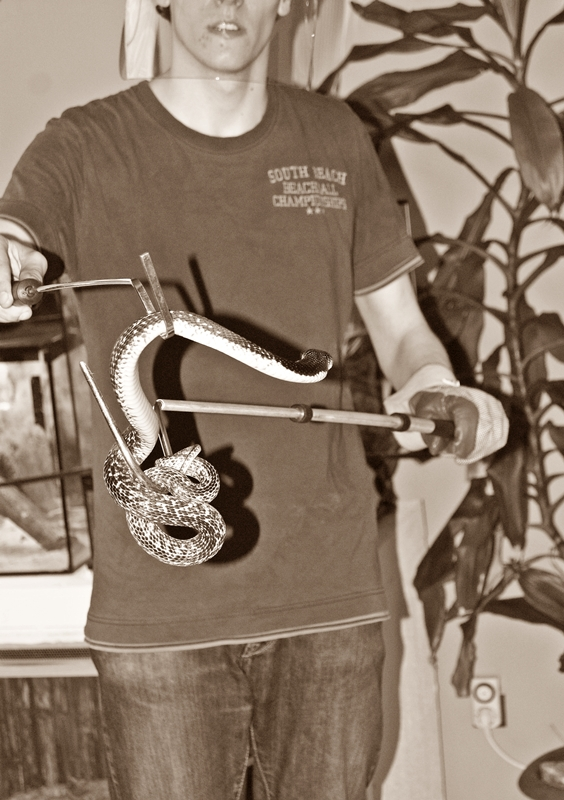
Handling of Naja siamensis, using eye protection

La cobra escupidora es una de las tantas especies de cobras que puede lanzar veneno de sus colmillos como un mecanismo de defensa.

## Veneno de la cobra escupidora
El veneno que rocía no es dañino al contacto con la piel de ningún mamífero, pero puede dejarlo ciego si entra en contacto con los ojos; y si no se trata a tiempo puede causar  quemosis e hinchazón de la córnea.
El veneno es rociado en patrones geométricos distintivos cuando los músculos aprietan las glándulas para escupir hacia delante gracias a unos agujeros cerca de las puntas de los colmillos. Algunas especies de cobras escupidoras hacen exhalaciones silbantes o muestran los dientes cuando escupen con la finalidad de obtener una mayor propulsión al momento de arrojar el veneno, aunque los investigadores no han descubierto si estas acciones tienen alguna otra funcionalidad, excepto posiblemente una conducta más agresiva al momento de realizar este mecanismo de defensa. Cuando estas cobras se sienten acorraladas "escupen" su veneno a 2 m (6,6 pies). Escupir es su principal forma de defensa pero también pueden inyectar su veneno al morder como cualquier tipo de cobra. El veneno de la mayoría de las cobras escupidoras tiene efectos citotóxicos, en lugar de neurotoxicos que son típicos de otras especies de cobras.

## Especies de cobras escupidoras
Africanas:
- Naja ashei
- Naja katiensis
- Naja mossambica
- Naja nigricincta
- Naja nigricollis
- Naja nubiae
- Naja pallida

Asiáticas:
- Naja miolepis
- Naja philippinensis
- Naja samarensis
- Naja siamensis
- Naja sputatrix
- Naja sumatrana

## Otras especies escupidoras
Ciertos tipos de cobras no escupidoras, especialmente las especies asiáticas, rocían su veneno de manera extensa pero no tan efectiva como las escupidoras. Algunos tipos de Viperidae utilizan este mecanismo de defensa.
Reportes indican que diversas especies de víboras "arrojan" o "escupen" veneno hacia el frente rociándolo cuando se sienten amenazadas; la víbora Mangshan pitviper es notable por su firmeza y buena puntería al rociar su veneno.
La rinkhals (Hemachatus haemachatus) es parte de la especie de los elápidos, que, aunque no pertenece a la cobra genus Naja, tiene cierta similitud con esta y escupe veneno como su principal defensa.